# Virus Zapadnog Nila
Virus Zapadnog Nila (VZN) (lat. Encephalitis Nili occidentalis, engl. West Nile virus) je arbovirus (virus koji se prenosi artropodama) iz porodice flaviviridae (lat. Flaviviridae) i roda flavivirusa (lat. Flavivirus), koji također uključuje i viruse žute groznice, denge, St. Louisovog encefalitisa i viruse japanskog encefalitisa. Ovim virusom mogu se zaraziti ljudi, ptice, komarci, konji i drugi sisavci, aligatori itd.
Na ljude i životinje virus Zapadnog Nila prenose tigrasti komarci koji se hrane krvlju zaraženih ptica, i drugih oboljelih životinja. Nakon uboda komarci unose virus u tijelo žrtve i kod nje izazivaju groznicu Zapadnog Nila, (infektivnu bolest iz grupe zoonoza), koja se karakterizira teškom kliničkom slikom sa znacima upale mozga (lat. encefalitis) ili upale mozga i leđne moždine (lat. meningitis).
Ova infekcija arbovirusom usko je povezana sa žutom groznicom, St. Louis encefalitisom, denga groznicom i drugim zoonozama koje prenose komarci, i ima veliki potencijal za smanjenje populacije divljih ptica u nekim područjima svijeta i uzrokuje ozbiljne zdravstvene probleme u životinjama i ljudima.
Kako je glavni način prijenosa ubod zaraženog komarca, virus Zapadnog Nila se ne prenosi među ljudima kontaktom. Međutim, 2002. godine znanstvenici su otkrili da se ljudi mogu zaraziti virusom Zapadnog Nila i na druge načine, uključujući transfuziju krvi i transplantaciju ljudskih organa ili tkiva, iako je rizik od infekcije ovim putem vrlo mali. Također, postoje dokazi da se virus može prenijeti s trudnice krvlju na nerođeno dijete ili majčinim mlijekom na dojenče. Osim toga, laboratorijski radnici koji nemarno rukuju zaraženim materijalom mogu se zaraziti virusom Zapadnog Nila ubodom igle ili posjekotinom na koži.
Virus Zapadnog Nila prvi je put izoliran iz seruma žene s visokom temperaturom 1937. godine u bazenu Zapadnog Nila (po kojem je i dobio ime), u regiji Ugande. Nakon početne izolacije, virus je bio čest uzrok sporadičnih izbijanja manjih virusnih epidemija u Africi, na Bliskom istoku, zapadnoj Aziji i Australiji (podtip virusa Kunja). Od 1990-ih, virus Zapadnog Nila također uzrokuje povremene epidemije u Europi i Sjevernoj Americi, koje su povezane s većom učestalošću virusnog encefalitisa i pojavom drugih neuroloških simptoma.